# کوین رابینزین
کوین رابینزین (انگلیسی: Kevin Robinzine؛ زادهٔ ۱۲ آوریل ۱۹۶۶) دونده اهل ایالات متحده آمریکا بود.
وی در مسابقات کشوری و بین‌المللی در مجموع برندهٔ ۱ مدال طلا شده‌است.